# Schneider's Bakery
 (juin 2012).
Si vous disposez d'ouvrages ou d'articles de référence ou si vous connaissez des sites web de qualité traitant du thème abordé ici, merci de compléter l'article en donnant les références utiles à sa vérifiabilité et en les liant à la section « Notes et références ».
Schneider's Bakery Productions, Inc. est une société de production de séries télévisées fondée par Dan Schneider. La société produit des émissions pour la chaine Nickelodeon.

## Séries
| Séries                                                                         | Années de diffusion aux USA | Années de production | Nombre d'épisodes produits | Statut | Logo                               |
| ------------------------------------------------------------------------------ | --------------------------- | -------------------- | -------------------------- | ------ | ---------------------------------- |
| Drake et Josh (Première série produite par la compagnie)                       | 2004–2007                   | 2003–2006            | 60                         | Arrêté | oui                                |
| Zoé                                                                            | 2005–2008                   | 2004–2007            | 65                         | Arrêté | oui                                |
| All That (Seule la dixième et dernière saison a été produite par la compagnie) | 1994–2005                   | 1994–2005            | 183                        | Arrêté | oui (seulement la dernière saison) |
| iCarly                                                                         | 2007–2012                   | 2007                 | 109                        | Arrêté | oui                                |
| Victorious                                                                     | 2010–2014                   | 2010–2013            | 60                         | Arrêté | oui                                |
| Sam et Cat                                                                     | 2013                        | 2013-2014            | 35                         | Arrêté | oui                                |
| Henry Danger                                                                   | 2014-2020                   | 2013-2019            | 128                        | Arrêté | oui                                |
| Game Shakers                                                                   | 2015-2019                   | 2015-2017            | 65                         | Arrêté | oui                                |

## Films TV et épisodes spéciaux
| Titre                                          | Année de production | Diffusion aux USA | Diffusion en France | Nombre de téléspectateurs aux USA |               |
| Drake et Josh                                  | Drake et Josh       | Drake et Josh     | Drake et Josh       | Drake et Josh                     | Drake et Josh |
| ---------------------------------------------- | ------------------- | ----------------- | ------------------- | --------------------------------- | ------------- |
| Drake & Josh à Hollywood                       | 2005                | Janvier 2006      |                     | 5.6 millions                      |               |
| Really Big Shrimp                              | 2006                | Aout 2007         |                     | 7.8 millions                      |               |
| Merry Christmas, Drake and Josh                | 2008                | Decembre 2008     |                     | 8.1 millions                      |               |
| Zoey 101                                       |                     |                   |                     |                                   |               |
| Spring Break-Up                                | 2005                | Mars 2006         |                     | 5.16 millions                     |               |
| The Curse of PCA                               | 2006                | Octobre 2007      |                     | 6.6 millions                      |               |
| Goodbye Zoey?                                  | 2007                | Janvier 2008      |                     | 7.28 millions                     |               |
| Chasing Zoey                                   | Aout 2007           | Mai 2008          |                     | 5.11 millions                     |               |
| iCarly                                         |                     |                   |                     |                                   |               |
| iGo to Japan                                   | 2007/2008           | Novembre 2008     |                     | 7.83 millions                     |               |
| iDate a Bad Boy                                | 2008/2009           | Mai 2009          |                     | 6.47 millions                     |               |
| iFight Shelby Marx                             | 2008                | Aout 2009         |                     | 7.87 millions                     |               |
| iQuit iCarly                                   | 2009                | Decembre 2009     |                     | 8.85 millions                     |               |
| iPsycho                                        | Aout 2009           | Juin 2010         |                     | 7.52 millions                     |               |
| iStart a Fan War                               | Aout 2010           | Novembre 2010     |                     | 5.02 millions                     |               |
| iParty with Victorious                         | Aout/Septembre 2010 | Juin 2011         |                     | 7.3 millions                      |               |
| iStill Psycho"                                 | Juin/Juillet 2011   | Decembre 2011     |                     | 5.5 millions                      |               |
| Victorious                                     |                     |                   |                     |                                   |               |
| Freak the Freak Out                            | Avril 2010          | Novembre 2010     |                     | 5.27 millions                     |               |
| Locked Up                                      | Novembre 2010       | Juillet 2011      |                     | 5.2 millions                      |               |
| All That                                       |                     |                   |                     |                                   |               |
| All That 10th Anniversary Reunion Special (en) | 2005                | Avril 2005        |                     | 6.2 millions                      |               |